# 페르난도 나바로
페르난도 나바로 이 코르바초(스페인어: Fernando Navarro i Corbacho, 1982년 6월 25일 ~ )는 스페인의 전 축구 선수로, 포지션은 레프트 백이다.

## 축구인 경력

### 클럽 경력
FC 바르셀로나의 각급 유소년 팀과 C팀, B팀을 거쳐 2001-02 시즌 1군 팀 데뷔전을 가졌다. 이후 아틀레티코 마드리드로 이적한 세르히 바르후안을 대체할 것으로 기대되었지만 부상으로 주전 자리 확보에 실패하였다. 2003-04 시즌엔 알바세테로, 2004-05 시즌엔 마요르카로 임대 이적하였다. 2004-05 시즌 종료 후 마요르카로 완전 이적하여 2시즌 간 주전 풀백으로 활약하였다.
2008년 6월 12일 세비야로 이적하였다. 이 과정에서 나바로의 지분 일부를 가지고 있던 바르셀로나가 지분을 세비야에 양보하는 조건으로 세비야는 다니에우 아우베스의 바르셀로나행 이적료를 감면해주었다. 나바로는 이적 이후 꾸준히 주전으로 출전하였고, 2011년 10월 26일엔 2013년 여름에 만료되는 세비야와의 계약을 2016년까지 연장하였다. 2013년부터는 알베르토 모레노의 등장으로 종종 센터백으로도 활약하기 시작했다.

### 대표팀 경력
1999년 FIFA U-17 세계 축구 선수권 대회에 스페인 대표팀 소속으로 출전하였다.
2008년 2월 6일 프랑스를 상대하는 스페인 국가대표팀에 소집되었으나 경기에 출전하지는 못하였다. 하지만 같은 해 6월 4일에 열린 미국과의 친선 경기에서 A매치 데뷔전을 치렀고 이어진 유로 2008 대회에도 출전하였다.